# Chartreuse de Valldemossa
La chartreuse de Valldemossa est un ancien monastère espagnol de l'ordre des Chartreux, construit à partir du début du XIVe siècle à Valldemossa, dans l'île de Majorque, et reconstruite dans un style néoclassique au XVIIIe siècle.

## Historique
En 1399, le roi d'Aragon, Martin Ier, fit construire sur les fondations de l'Alcazar à Valldemossa (Majorque), un monastère de chartreux, la Cartuja de Jesús Nazareno, qui est aujourd'hui, sous le nom de « chartreuse de Valldemosa », l'un des sites touristiques les plus célèbres de cette l'île méditerranéenne.
Les bâtiments actuels datent en grande partie du XVIIIe siècle. Le moine peintre Manuel Bayeu (1740-1809) y a passé l'essentiel de sa vie. Le monastère a été sécularisé en 1835, les moines expulsés et expropriés, les neuf cellules où ils vivaient vendues séparément. Elles sont toujours propriété privée. Les cellules individuelles et les pièces du monastère abritent différents musées.
L'église néo-classique fut construite de 1751 à 1812. La chartreuse contient l'ancienne pharmacie avec des pots à pharmacie des XVIIe et XVIIIe siècles, la bibliothèque, la salle d'audience avec le siège du prieur, et les cellules n° 2 et n° 4, qui sont celles où George Sand et Frédéric Chopin ont passé l'hiver 1838-1839.
Elle conserve une mèche de cheveux de Chopin, son masque mortuaire, un manuscrit d'Un hiver à Majorque de George Sand, ainsi que le piano de Pleyel qu'aurait utilisé Chopin pour composer quelques-uns de ses préludes[réf. nécessaire]. Celui-ci est arrivé de France avec la plus grande difficulté, après le départ de Chopin.
Un atelier d'imprimerie, créé en 1579, comporte une presse à imprimer de 1662. Une autre section du musée est consacrée à l'archiduc Louis-Salvador de Habsbourg-Lorraine qui a vécu longtemps à Majorque, l'auteur d'un ouvrage géographique et ethnologique d'importance : Die Balearen, geschildert in Wort und Bild.

Musée de la chartreuse de Valldemossa
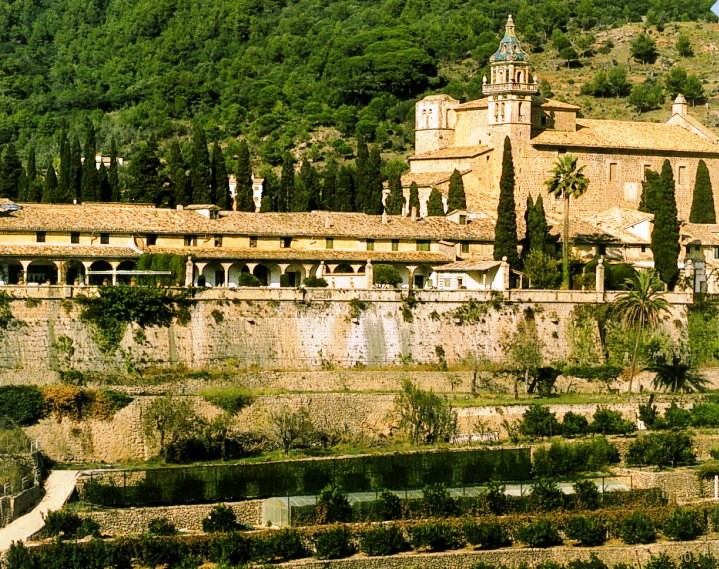
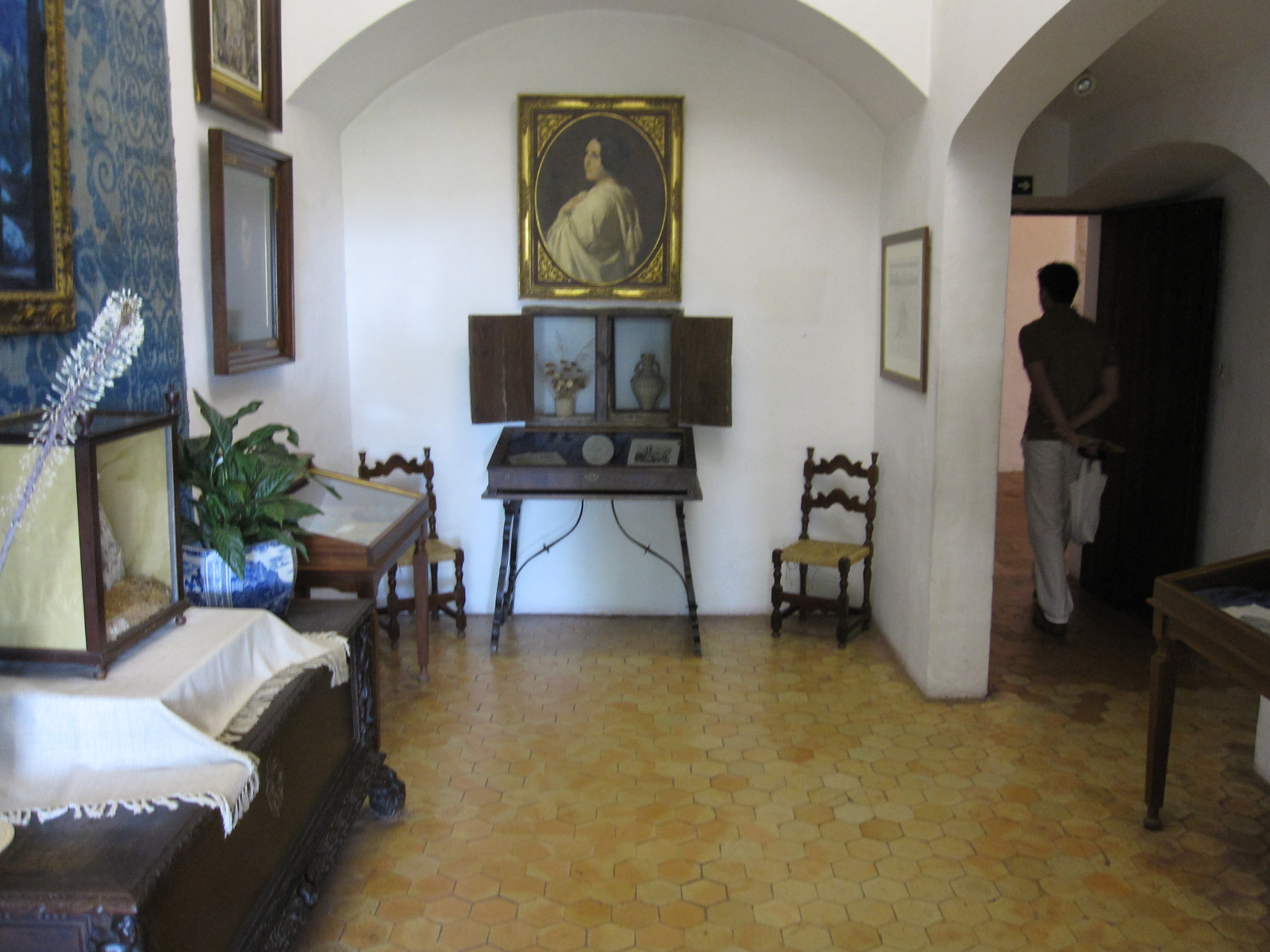
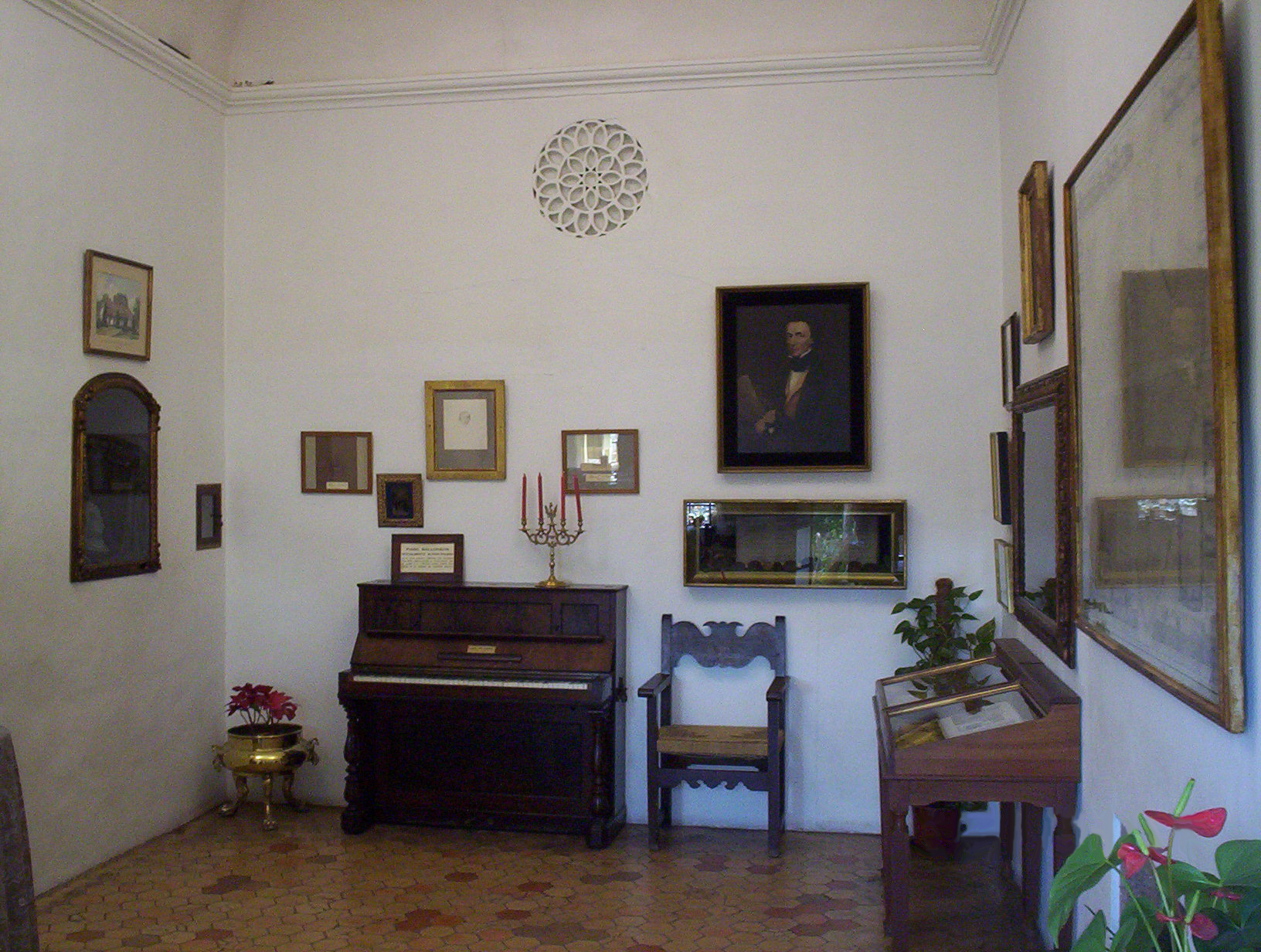
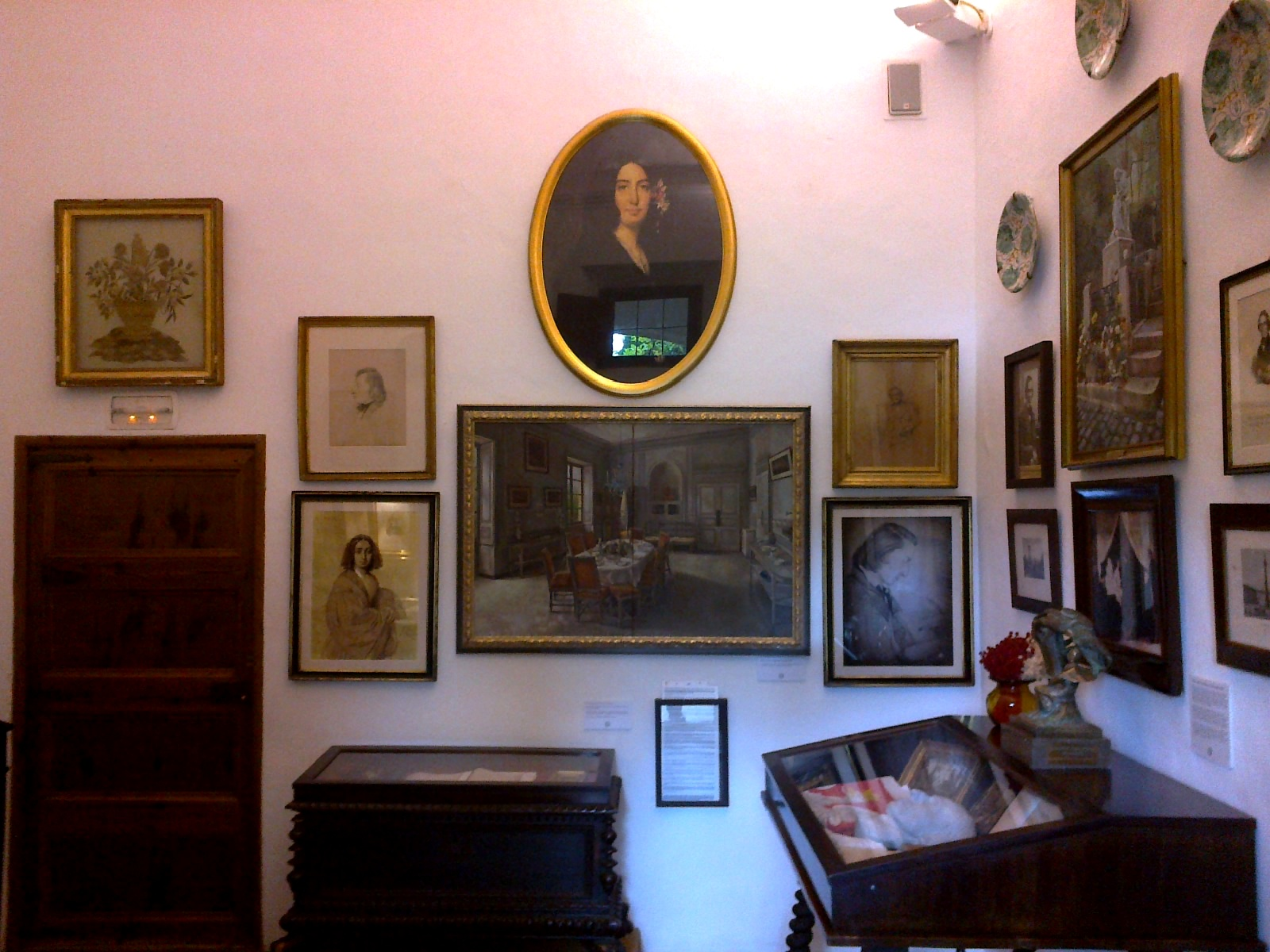
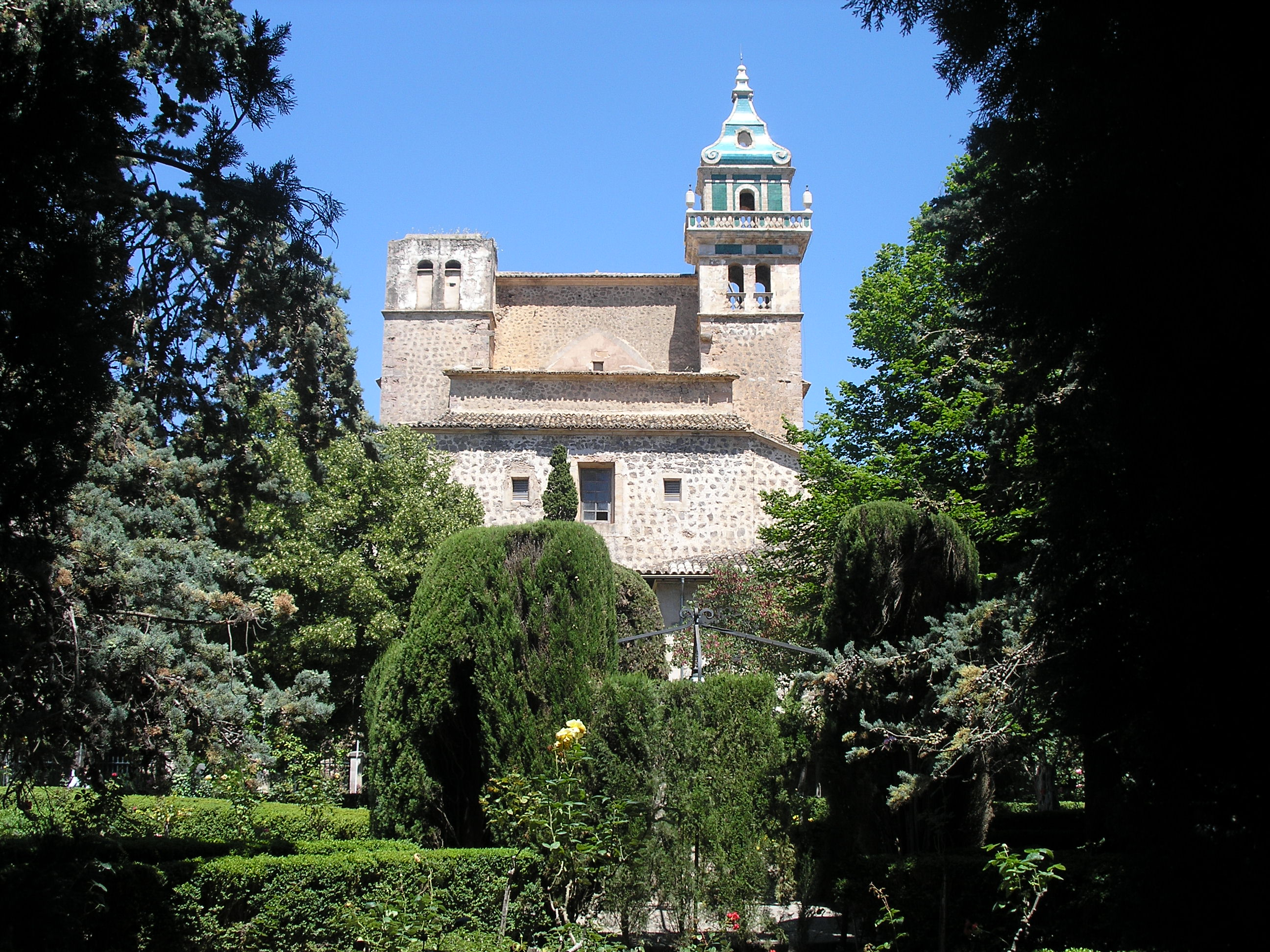

## Protection
La chartreuse fait l’objet d’un classement en Espagne en tant qu'ensemble historique au titre de bien d'intérêt culturel depuis le 8 juillet 1971.

### Sources
- (de) Cet article est partiellement ou en totalité issu de l’article de Wikipédia en allemand intitulé « Kartause von Valldemossa » (voir la liste des auteurs).